# Laodice (dona de Seleuc)
Laodice (Laodike Λαοδίκη) fou la dona de Seleuc II Cal·línic. Polibi diu expressament que era germana d'Andròmac, el pare del general Aqueu. Fou la mare de Seleuc III Ceraune i d'Antíoc III el Gran.